# クリスト・ゴンサレス
クリスト・ラモン・ゴンサレス・ペレス（Cristo Ramón González Pérez ,  1997年10月24日 - ）は、スペイン・カナリア諸島州サンタ・クルス・デ・テネリフェ出身のプロサッカー選手。
アル・サッド所属。ポジションはFW。

## 来歴
2008年に地元のCDテネリフェのカンテラに入団。2014年夏にBチームに昇格し、8月22日のSDポンフェラディーナ戦でプロデビュー。2014-15シーズン中にトップチームに昇格。2016-17シーズンは、シーズン途中に柴崎岳が加入。同シーズンはセグンダ・ディビシオンで4位に入り、昇格プレーオフに進出したものの、ヘタフェCFに1分1敗に終わり、2009-10シーズン以来のプリメーラ復帰はならなかった。
2017年7月25日、レアル・マドリードへの移籍が決定。下部組織のレアル・マドリード・カスティージャに登録され、2017-18シーズンはセグンダ・ディビシオンBで35試合11ゴールを記録。2018-19シーズン途中にトップチームに昇格し、2018年10月31日のコパ・デル・レイのUDメリリャ戦で、後半途中にマルコ・アセンシオとの交代でトップチームデビューを果たし、試合終了間際にトップチーム初ゴールも記録。2019年1月14日のラ・リーガのレアル・ベティス戦では、前半戦で左手を負傷したカリム・ベンゼマとの交代でリーガデビューを果たす。自陣ペナルティエリアであわやハンドの場面に遭遇するも、VAR判定が見送られるという幸運に恵まれ、敵地エスタディオ・ベニート・ビジャマリンで2-1の勝利に貢献した。
2019年7月19日、ウディネーゼ・カルチョと5年契約を締結した。8月、SDウエスカへレンタル移籍。
2020年7月21日、ウディネーゼに復帰。
2020年12月10日、セグンダ・ディビシオンのCDミランデスにレンタル移籍した。
2021年8月28日、2021-22シーズンはレアル・バリャドリードにレンタル移籍することが発表された。
2022年7月、スポルティング・デ・ヒホンにレンタル移籍した。
2023年7月1日、FCアロウカに2年契約で移籍した。